# Agrilocida ferrierei
Agrilocida ferrierei är en stekelart som beskrevs av Wallace A. Steffan 1964. Agrilocida ferrierei ingår i släktet Agrilocida och familjen puppglanssteklar. Inga underarter finns listade i Catalogue of Life.